# Nyag Jnanakumara
| Tibetische Bezeichnung                          |
| ----------------------------------------------- |
| Tibetische Schrift: གཉགས་ཛཉའ་ན་ཀུ་མ་ར            |
| Wylie-Transliteration: gnyags dzny' na ku ma ra |

Nyag Jnanakumara (gnyag jna na ku ma ra; 8. Jhd.) war ein Vertreter des auf den alten tantrischen Buddhismus zurückgehenden alten tantrischen Buddhismus der Nyingma-Schule des tibetischen Buddhismus. Er ging nach Indien, um die heiligen Schriften zu holen. Er ist auch als Nyag Lotsawa (Übersetzer) bekannt.
Nyak Jñanakumara (Skt. jñānakumāra; tib. གཉག་ཛྙཱ་ན་ཀུ་མ་་་, Wyl. gnyags dz+nyA na ku ma ra) oder Yeshe Shyönnu (tib. ye shes go; ཤེས ་གཞོན་ ནུ་) war einer der fünfundzwanzig Schüler von Guru Rinpoche. Er wurde von Shantarakshita zum Mönch ordiniert.
Im Zangchuan Fojiao gaoseng zhuanlüe beispielsweise werden dieser Alten Tantra-Tradition drei buddhistischen Persönlichkeiten zugerechnet: Nyag Jnanakumara (gnyag jna na ku ma ra; 8. Jhd.),  Nub Sanggye Yeshe (gnubs sangs rgyas ye shes; 9./10. Jhd.),  Surpoche Shakya Chungne (zur po che shAkya 'byung gnas; 1002-1062), einer der Drei Surs (der „Große Sur“).